# The Reploids
The Reploids est une nouvelle de Stephen King publiée en 1988 dans l'anthologie Night Visions 5.

## Résumé
L'émission télévisée The Tonight Show est perturbée par la disparition de l'animateur Johnny Carson, remplacé par un homme nommé Edward Paladin qui prétend être le véritable animateur de l'émission. Malgré ses protestations, Paladin est arrêté. Deux inspecteurs de police l'interrogent et découvrent sur lui d'étranges objets comme un billet d'un dollar qui n'est pas de la bonne couleur et présente le portrait de James Madison.

## Genèse
La nouvelle a été publiée en juin 1988 dans l'anthologie Night Visions 5 éditée par Douglas E. Winter.

## Accueil
Dans son livre, Rocky Wood affirme que c'est « l'une des nouvelles les moins satisfaisantes » de King, notamment par sa conclusion, et que le fait qu'il ne l'ait jamais publié dans l'un de ses recueils tend à prouver que l'écrivain lui-même n'en est pas satisfait.